# Lazy Eye
Lazy Eye (volně přeloženo "Tupozrakost") je americký hraný film z roku 2016, který režíroval Tim Kirkman podle vlastního scénáře. Film zachycuje vztah dvou mužů, kteří se setkávají po několikaletém odloučení.  

## Děj
Dean pracuje jako grafický designér a potřebuje si odpočinout od práce, nejen kvůli zhoršujícímu se zraku. Odjede na víkend do svého venkovského domu do pouště za město. Zcela nečekaně se mu ozve jeho bývalý přítel Alex, se kterého neviděl už 15 let. Tehdy Alex zmizel z jeho života nečekaně bez vysvětlení ze dne na den. Deana i po těch letech Alex přitahuje. Pozve ho tedy na víkend s nejasnou představou, zdali je možné jejich vztah obnovit.

## Obsazení
| Lucas Near-Verbrugghe | Dean |
| Aaron Costa Ganis     | Alex |
| Michaela Watkins      | Mel  |